# 全国学校給食甲子園
全国学校給食甲子園（ぜんこくがっこうきゅうしょくこうしえん、略称: 給食甲子園）は年に一度行われる学校給食の全国大会である。給食に携わっている全国の栄養教諭、学校栄養職員、調理員が地域で生産される様々な地場産物を活用し独自の工夫で栄養価の高い給食を女子栄養大学駒込キャンパスを会場に実際に調理し競う大会。毎年12月に決勝大会を開催。全国学校給食甲子園は商標登録第5069830号、登録第6119096号。
認定NPO法人21世紀構想研究会が主催。

## 目的
1997年に創設した特定非営利活動法人21世紀構想研究会（2020年11月認定NPO法人21世紀構想研究会）が子どもたちの健康と成長のために開催している。学校給食に携わる栄養教諭・学校栄養職員・調理員の励みとなり子どもたちや保護者、学校の教職員全体に生きがいや活力を与え、多くの人々に学校給食の重要な役割を正しく理解することを目的としている。

## 沿革
- 2005年 - 食育基本法の制定。
- 2006年 - 第1回全国学校給食甲子園を開催。第1回の応募数は1,290件。
- 2017年 - 食育授業コンテストが加わる。応募献立をもとに優秀な食育授業を行った栄養教諭、学校栄養職員に個人として特別賞創設。
- 2018年 - 最も調理技術に優れた調理員に与えられる調理員特別賞（中野麗子賞）を創設。

## 大会結果
|                  | 優勝校                                     | 準優勝                                     |
| ---------------- | ------------------------------------------ | ------------------------------------------ |
| 第1回（2006年）  | 長谷学校給食共同調理場（長野県）           | 高松市立国分寺中学校（香川県）             |
| 第2回（2007年）  | 匝瑳市野栄学校給食センター（千葉県）       | 守山市立守山小学校（滋賀県）               |
| 第3回（2008年）  | 多治見市共栄調理場（岐阜県）               | 出水市立米ノ津東小学校（鹿児島県）         |
| 第4回（2009年）  | 上越市立春日新田小学校 （新潟県）          | 和歌山市立有功小学校（和歌山県）           |
| 第5回（2010年）  | 郡上市白鳥学校給食センター（岐阜県）       | 砺波市学校給食センター（富山県）           |
| 第6回（2011年）  | 和歌山市立名草小学校 （和歌山県）          | 大月町立大月中学校（高知県）               |
| 第7回（2012年）  | 西尾市立西尾中学校 （愛知県）              | 和歌山市立名草小学校（和歌山県）           |
| 第8回（2013年）  | 文京区立青柳小学校 （東京都）              | 高松市立国分寺北部小学校（香川県）         |
| 第9回（2014年）  | 藤里町学校給食センター（秋田県）           | 文京区立青柳小学校（東京都）               |
| 第10回（2015年） | みなかみ町月夜野学校給食センター（群馬県） | 上小阿仁村学校給食調理場（秋田県）         |
| 第11回（2016年） | 足寄町学校給食センター（北海道）           | 宇治田原町立学校給食共同調理場（京都府）   |
| 第12回（2017年） | 越生町立越生小学校（埼玉県）               | 宇陀市立学校給食センター（奈良県）         |
| 第13回（2018年） | 養父市学校給食センター（兵庫県）           | いわき市立勿来学校給食共同調理場（福島県） |
| 第14回（2019年） | 丹波篠山市西部学校給食センター（兵庫県）   | 宇陀市立学校給食センター（奈良）           |
| 第15回（2020年） | 外ヶ浜町給食給食センター（青森県）         | 新座市立石神小学校（埼玉県）               |
| 第16回（2021年） | ひたちなか市立美乃浜学園（茨城県）         | 白石町学校給食センター（佐賀県）           |
| 第17回（2022年） | 宍粟市立山崎学校給食センター（兵庫県）     | 越生町立越生小学校（埼玉県）               |
| 第18回（2023年） | 妙高市立新井中央小学校（新潟県）           | 美濃加茂市学校給食センター（岐阜県）       |